# Oldenburg (adelsslægt)
 For alternative betydninger, se Oldenburg (flertydig). (Se også artikler, som begynder med Oldenburg)
Oldenburg er en tysk uradelsslægt, som også er blevet naturaliseret i Danmark, og som stadig lever her i landet. Den skal ikke forveksles med fyrstehuset af samme navn.
Slægtens våben er en halv sølv-hjort i blåt felt. På hjelmen samme mærke. Skjoldholdere: 2 udadseende naturligt farvede løver.
Den uradelige slægt Oldenburg skal oprindelig høre hjemme i Bremen og forekommer første gang 1247 med brødrene Gerhardus og Conradus de Oldenburg; den nedsatte sig tidligt (vist allerede 1262) i Mecklenburg og er herfra indvandret til Danmark. Slægtskabsforholdene i ældre tid er ikke udredet, og det er ikke muligt at bringe den traditionelle danske stamrække i overensstemmelse med de tilsvarende tyske descentorier. Fælles stamfader for de i Preussen, Mecklenburg og Danmark levende linjer synes at være den omkring 1500 levende mecklenburgske gehejmeråd Claus Oldenburg til Vietgest og Gremmelin.
I dansk tjeneste trådte slægten med Adam Christopher Oldenburg (død tidligst 1718), der var oberstløjtnant ved norske gevorbne infanteri og bedstefader til generalmajor Adam Christopher Oldenburg (1736-1803), hvis søn, kammerherre, kollegiedeputeret Frederik Oldenburg (1767-1848) 20. juli 1822 naturaliseredes som dansk adelsmand. Han var fader til sognepræst i Idestrup Frederik Oldenburg (1799-1866) — hvis søn var forstmanden Frederik Oldenburg (1828-1890) til Oretorp og Hyngarp — til Thora Oldenburg (1804-1831), gift med sognepræst i Vemmelev og Hemmeshøj, dr. theol. Wilhelm Rothe (1800-1878), og til sognepræst i Sorterup Theodor Vilhelm Oldenburg (1805-1842), hvis søn, overpræsident i København og gehejmekonferensråd Valdemar Oldenburg (1834-1918) var fader til landsdommer Erik Oldenburg (1864-1946), overlæge Theodor Vilhelm Oldenburg (1866-1946), biskop Paul Oldenburg (1870-1951) og gesandt Markus Andreas Oldenburg (1877-1939), samt til Henriette Oldenburg (1880-1953), gift med politikeren, ingeniør Fritz Rudolf Christiani (1877-1960).